# Андрющенко, Александр Николаевич
Александр Николаевич Андрющенко (2 ноября 1954, Северодонецк, Украинская ССР, СССР) — советский футболист и российский футбольный тренер. Мастер спорта СССР (1980).

## Биография
Родился 2 ноября 1954 года в городе Северодонецке Ворошиловградской области Украинской ССР. Воспитанник луганского футбола, в чемпионате СССР дебютировал в 1973 году за львовские «Карпаты». в сезонах 1975—1976 выступал за московский ЦСКА, сыграл 30 матчей в чемпионате страны и 4 в кубке.
В течение 10 последующих лет являлся игроком ростовского СКА. В составе команды выиграл Кубок СССР 1981 года, провёл 4 матча в Кубке кубков. В 1980 году получил звание мастера спорта СССР. Завершил карьеру игрока в 1986 году.
В ряде источников указано участие Андрющенко в товарищеском матче за сборную СССР против сборной Греции в 1982 году — он вышел на замену на 87-й минуте. Информация о том, принимал ли он участие в матче, разнится:

Как рассказал Н. И. Травкин, специально выяснявший это обстоятельство у главы советской делегации С. Мосягина, для Андрющенко не нашлось «оконца» на замену: мяч, минут пять, не покидал игру, и он до финального свистка разминался на бровке.
Кто-то поторопился внести его в протокол.— http://russia-matches.ucoz.ru/publ/matchi/1982/grecija_sssr_02/53-1-0-822

Вопрос задан пресс-службе ФК Ростов. […] Александр Андрющенко играл в этом матче, но вышел на замену не на 87-й минуте, а на 80-й. Александр Николаевич благодарит вас за вопрос. — Максим Пономарев— https://forum.pressball.by/viewtopic.php?t=76202
С 1991 года работает в ростовских футбольных клубах на различных должностях.